# 아모르 리알
《아모르 리알》(스페인어: Amor real)는 2003년 방영된 멕시코의 텔레노벨라이다.

## 캐스트
- 아델라 노리에가 - 마틸데 페냘베르 이 베리스타인 데 푸엔테스 게라
- 페르난도 코룬가 - 마누엘 푸엔테스 게라
- 마우리시오 이슬라스 - 아돌포 솔리스 / 펠리페 산타마리아
- 헬레나 로호 - 아우구스타 쿠리엘 데 페냘베르 이 베리스타인
- 에르네스토 라구아르디아 - 움베르토 페냘베르 이 베리스타인
- 아나 마틴 - 로사리오 아란다
- 마리아나 레비 - 호세피나 데 이카사
- 샹탈 안데레 - 안토니아 모랄레스